# Franziskanerkloster Rietberg

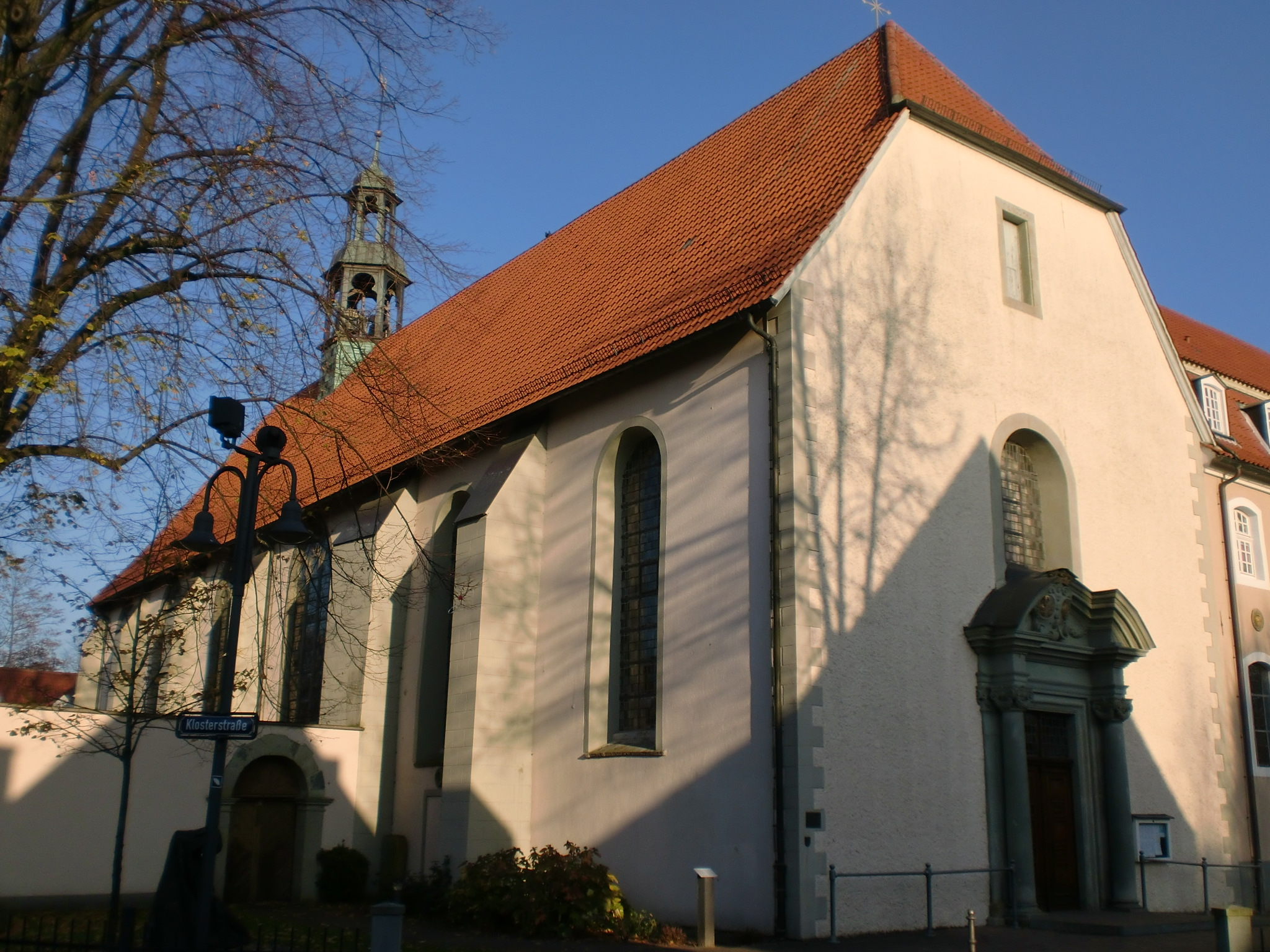
Klosterkirche St. Katharina

Das Kloster Rietberg war ein Franziskanerkloster in Rietberg im Kreis Gütersloh in Nordrhein-Westfalen.

## Geschichte
Die Grafschaft Rietberg hatte 70 Jahre dem lutherischen Glauben angehört; ab 1610 wurde sie rekatholisiert, nachdem Graf Johann III. und seine Frau Sabina Catharina zum Katholizismus konvertiert waren. Sie beauftragten zunächst Jesuiten mit der Wiedergewinnung der Bevölkerung zum katholischen Bekenntnis. 1618 stifteten Graf Johann und Gräfin Sabina Catharina in der Stadt ein Franziskanerkloster, um den Glauben zu festigen; es gehörte zur Kölnischen Franziskanerprovinz (Colonia). Der Graf schenkte das Grundstück für den Bau, der Grundstein für Kirche und Kloster wurde 1618 gelegt; nach dem Willen des Stifters sollten 12 Patres dort leben. 1622 kam es zu Auseinandersetzungen, weil Graf Johann beanspruchte, den Oberen für das Kloster zu ernennen, was die Franziskaner mit Blick auf ihre Ordensstatuten jedoch ablehnten. Johanns Versuch, Kapuziner zur Übernahme des Klosters zu gewinnen, schlug fehl, und auf dem Sterbebett verpflichtete er seinen Sohn Ernst Christoph, den Bau des Klosters zu unterstützen; vom Recht auf Ernennung des Oberen war er abgerückt. Die Niederlassung wurde 1628 zum Konvent erhoben (Conventus Rittbergensis Fratrum Minorum Strictioris observantiae ‚Rietberger Konvent der Minderbrüder von der strikteren Observanz‘) und ging an die Sächsische Franziskanerprovinz (Saxonia) über, die gerade wieder errichtet worden war, nachdem sie infolge der Reformation nahezu erloschen war. Graf Ernst Christoph stellte am 6. Januar 1629 die Gründungsurkunde für das Kloster aus. Neben dem Grundstück erhielten die Franziskaner von der Grafenfamilie ein jährliches Almosen in Höhe von 300 Reichstalern.
1716–1725 wurden die Klostergebäude an Stelle des einflügeligen Baus von 1629 erbaut, das sich in Höhe des Chores östlich an die Kirche angeschlossen hatte. Die bis heute im Wesentlichen bestehende Klosteranlage südöstlich der Kirche ist ein dreiflügeliges Gebäude, das zusammen mit der Kirche einen rechteckigen Innenhof mit Kreuzgang umgibt. 1732 und in den 1740er-Jahren wurde der Ostflügel zur Ems und entlang dem Fluss verlängert. Ein Wassergraben („Gräfte“), der ursprünglich das Kloster umfloss, wurde zu Anfang des 20. Jahrhunderts zugeschüttet.
Von 1619 bis 1813 war Rietberg eines der Studienklöster für den Ordensnachwuchs der Sächsischen Provinz, wo die jungen Ordensleute in der Philosophie ausgebildet wurden, 1712–1750 und 1807–1813 auch in Theologie. Die Franziskaner übernahmen die Leitung des 1743 gegründeten Gymnasium Nepomucenum Rietberg und stellten drei Professoren für die Schule ab, die durchschnittlich von 30 Schülern in fünf Klassen besucht wurde. Interessierte Schüler des Gymnasiums konnten zeitweise am Philosophieunterricht der Hochschule teilnehmen.
Als infolge der Säkularisation Anfang des 19. Jahrhunderts zahlreiche Klöster geschlossen wurden, blieb das Franziskanerkloster in Rietberg – wohl auch mit Rücksicht auf das von ihm geführte Gymnasium – bestehen, da die Grafen von Kaunitz-Rietberg keinen Gebrauch von ihrem Recht machten, das Kloster aufzuheben. Auch die Regierungen des französischen Königreich Westphalen und ab 1815 des Königreichs Preußen lösten das Kloster nicht auf, nachdem sich auch die Bevölkerung für den Fortbestand des Gymnasiums eingesetzt hatte. Staatsrat de Coninx in Kassel hatte 1808 geurteilt, „ein halbes Dutzend guter Weltpriester sei für die kleine Grafschaft Rietberg besser als die 25 Bettelmönche im Rietberger Franziskanerkloster“. Der Plan, Rietberg zum Zentral- und Aussterbekloster für die Franziskaner der Saxonia zu machen, kam wegen der Niederlage der Franzosen nicht zur Ausführung. 1826 gehörten zum Konvent noch 12 Patres und sechs Laienbrüder. Da die Franziskaner nach der Säkularisation bis 1842 keine Novizen aufnehmen durften, konnten sie das Gymnasium aus Personalmangel nicht weiter halten, und die Trägerschaft der Schule ging auf den Staat über. Der Aufbau eines Konvikts beim Gymnasium 1838/39 scheiterte am Einspruch einflussreicher Rietberger Kreise gegen eine solche „Bettelherberge“. Als letzter am Gymnasium tätiger Franziskaner starb am 12. Juni 1853 P. Suitbert Sander.
Eine Wende trat mit dem Regierungsantritt des preußischen Königs Friedrich Wilhelm IV. ein, der 1843 den Franziskanerklöstern in Dorsten, Paderborn, Wiedenbrück und Warendorf und 1850 auch Rietberg endgültig die Weiterexistenz bescheinigte. Damit konnten auch die Ansprüche Friedrich Ludwig Tenges abgewehrt werden, der die gräflichen Güter 1822 erworben hatte und das Kloster schließen wollte, da er es angeblich mit erworben hätte.
1849 stürzte das Klosterdach ein. In der Folge wurden umfangreiche Erhaltungsmaßnahmen an Kloster und Kirche vorgenommen; in den 1870er- und 1880er-Jahren mussten Schäden im Mauerwerk beseitigt werden. Während des Kulturkampfs in Preußen waren die Klöster zwischen 1875 und 1876 aufgehoben. In Rietberg konnten jedoch drei alte und kranke Ordensleute im Kloster wohnen bleiben, so dass es faktisch bestehen blieb. Nach einem Klosterbrand am 16. Dezember 1935 wurden die Gebäude wieder aufgebaut. Alle Bauarbeiten orientierten sich an der Baugestalt des 18. Jahrhunderts.
Die Franziskaner leisteten Seelsorge-Aushilfe in bis zu 17 benachbarten Kirchen und Pfarrgemeinden und betreuten den Dritten Orden, der 1948 828 Mitglieder hatte, sowie mehrere beim Kloster bestehende Bruderschaften, darunter eine Fünfwundenbruderschaft (1847– ca. 1950) und eine Rosenkranzbruderschaft (seit 1888). Die Klosterkirche in Rietberg wurde von der Bevölkerung gern zur Beichte und aus Anlass besonderer Predigten aufgesucht, an der Klosterpforte gab es eine Armenspeisung. Von 1758 bis 1766 war ein Franziskaner Pfarrer von Rietberg; die Patres hielten zu der Zeit auch Gottesdienst in der Schlosskapelle. Im 20. Jahrhundert engagierten sie sich in der Schwesternseelsorge, der Gefangenenseelsorge in den Justizvollzugsanstalten in Rietberg und Westerwiehe und in der kirchlichen Jugendarbeit, vor allem in dem am Gymnasium bestehenden Bund Neudeutschland. Mehrere Rietberger Patres waren als Volksmissionare tätig. Von 1945 bis 1966 befand sich das Noviziat der Sächsischen Provinz im Rietberger Kloster, wo in dieser Zeitspanne insgesamt 377 Novizen ins Ordensleben eingeführt wurden. Zum Konvent gehörten 1965 18 Franziskaner.
Am 15. September 1969 übernahm das Jugendwerk Rietberg die Gebäude, die es bereits seit dem 1. Juli 1969 nutzte. Das Eigentum an den Gebäuden ging am 14. Juni 1978 von den Franziskanern an das Erzbistum Paderborn über, das auch durch seinen „Verein für Jugendhilfe im Erzbistum Paderborn e. V.“ (seit 2008 „Jugendhilfe im Erzbistum Paderborn gemeinnützige GmbH“) Träger des Jugendwerks ist. Seit dem 16. März 2010 ist das Jugendwerk Rietberg vom Berufsverband der Heilpädagoginnen und Heilpädagogen e. V. (BHP) als Heilpädagogische Einrichtung zertifiziert. Eine kleine Niederlassung der Franziskaner bestand noch bis 1975, ein letzter Pater blieb bis 1979. Die Klosterkirche wurde im Juni 1979 an die katholische Pfarrei St. Johannes Baptist in Rietberg übergeben, die dort regelmäßig Gottesdienste feiert.

## Klosterkirche St. Katharina

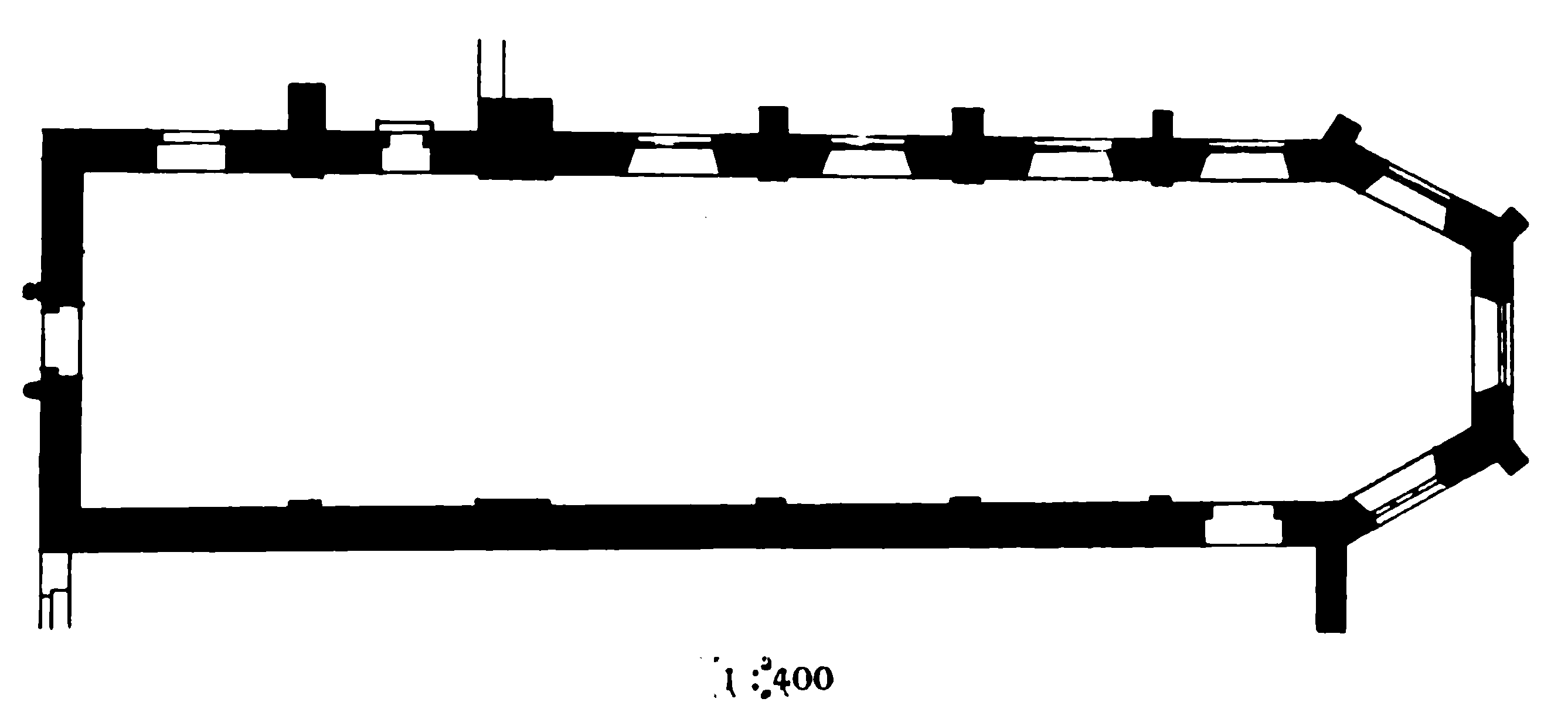
Grundriss

Der Grundstein zur Kirche wurde 1618 gelegt, die Weihe erfolgte am 15. November 1629 durch den Paderborner Weihbischof Johannes Pelcking. Die Kirche trägt das Patrozinium der heiligen Katharina von Siena, in Erinnerung an die Stifterin Sabina Catharina; die Gebeine des Stifterpaares wurden am Tag nach der Weihe aus der Schlosskapelle in die Krypta unter dem Chor der neuen Kirche übertragen, die bis 1690 Grablege der gräflichen Familie war; hier befinden sich 14 Grabstellen aus dem 17. Jahrhundert und eine Herzbestattung von Gräfin Maria Ernestine Franziska naus dem Jahr 1758. Beim Klosterbrand 1935 wurde die Kirche beschädigt. Im Jahr 2007 war die letzte umfassende Innenrestaurierung.
St. Katharina ist eine einschiffige, ursprünglich vierjochige Saalkirche mit 3/6-Schluss, die von einer Holzdecke überspannt wurde. Sie wurde 1716–1725 um zwei Joche verlängert. 1929 wurde die Kirche hinten rechts um eine Kapelle erweitert, die in den Klosterbereich hineinragt, zunächst mit dem Patrozinium Christkönig und seit 1967 als Marienkapelle. Vor dem Kloster wurde 1919/20 eine Prozessionskapelle mit dem Patrozinium der Heiligen Familie wurde 1966 abgebrochen.

### Altäre
Im Inneren finden sich drei steinerne Altäre der Renaissance mit Reliefs und Figuren, die von Graf Ernst Christoph gestiftet wurden. 
Der Hochaltar wurde 1629 aufgestellt, das dreistufige Retabel stammt von dem Bielefelder Bildhauer J. Kotman und wurde wahrscheinlich zwischen 1636 und 1644 fertiggestellt. Es zeigt im mittleren Feld die Auferstehung Jesu Christi und seine Himmelfahrt, darunter die Kreuzigung mit Johannes und Katharina,  an der Spitze des mittleren Teils ist Jesus Christus mit Weltkugel über zwei Engeln dargestellt, die das gräfliche Wappen tragen.    
Der linke Seitenaltar, der Marienaltar, zeigt die Anbetung der Hirten, flankiert von den heiligen Agnes und Lucia. Rechts ist der Seitenaltar dem Ordensstifter Franziskus gewidmet, gezeigt wird die Stigmatisation des Heiligen, flankiert von den heiligen Franziskanern Johannes Capistranus und Bernhardin von Siena.

### Orgel
Die Orgel der Klosterkirche stammt aus dem Jahr 1747 und ersetzte eine erste, 1645 entstandene Orgel. Der Erbauer ist unklar. In Betracht kommen Adolph Cappelmann (Geseke) oder Johann Patroclus Möller (Lippstadt). Das Instrument hatte zunächst 22 Register auf zwei Manualen und ein angehängtes Pedal. 1850 wurde es durch Bernhard Speith (Rietberg) umgebaut und um ein freies Pedal erweitert. Teilweise wurde auch Pfeifenmaterial erneuert. 1927 wurden pneumatische Kegelladen eingebaut. 1991 wurde das Instrument rekonstruiert. Der Prospekt von 1747 ist weitgehend erhalten. Das Instrument hat 29 Register auf zwei Manualen und Pedal, von denen 16 Register aus den Jahren 1850 bzw. 1927 stammen.
| I Hauptwerk C– |                |       |
| 1.             | Bordun         | 16′   |
| 2.             | Principal      | 8′    |
| 3.             | Gedackt        | 8′    |
| 4.             | Viola da Gamba | 8′    |
| 5.             | Octave         | 4′    |
| 6.             | Spitzflöte     | 4′    |
| 7.             | Quinte         | 2 ⁄3′ |
| 8.             | Octave         | 2′    |
| 9.             | Kornet III     |       |
| 10.            | Mixtur IV      |       |
| 11.            | Zimbel III     |       |
| 12.            | Trompete       | 8′    |
|                | Tremulant      |       |

| II Rückpositiv C– |           |        |
| 13.               | Rohrflöte | 8′     |
| 14.               | Quintade  | 8′     |
| 15.               | Principal | 4′     |
| 16.               | Duesflöte | 4′     |
| 17.               | Nasat     | 2 ⁄3′  |
| 18.               | Waldflöte | 2′     |
| 19.               | Terz      | 1 3⁄5′ |
| 20.               | Quinte    | 1 ⁄3′  |
| 21.               | Scharf IV |        |
| 22.               | Krummhorn | 8′     |
|                   | Tremulant |        |

| Pedal C– |                |     |
| 23.      | Subbaß         | 16′ |
| 24.      | Principal      | 8′  |
| 25.      | Gedackt        | 8′  |
| 26.      | Choralbaß      | 4′  |
| 27.      | Nachthorn      | 2′  |
| 28.      | Hintersatz III |     |
| 29.      | Posaune        | 16′ |

### Glocken
Die Kirche verfügt über einen Dachreiter, in dem die beiden Glocken hängen. Die ältere der beiden Glocken misst 43 Zentimeter im Durchmesser und ist beschriftet mit in honora dei b. mariae f.s. cathr. me fieri fecitis 1697 maria ernest francisca fries orien et ntb comitis ... rennevat sub guward r herronimo rawenstein anno 1732.

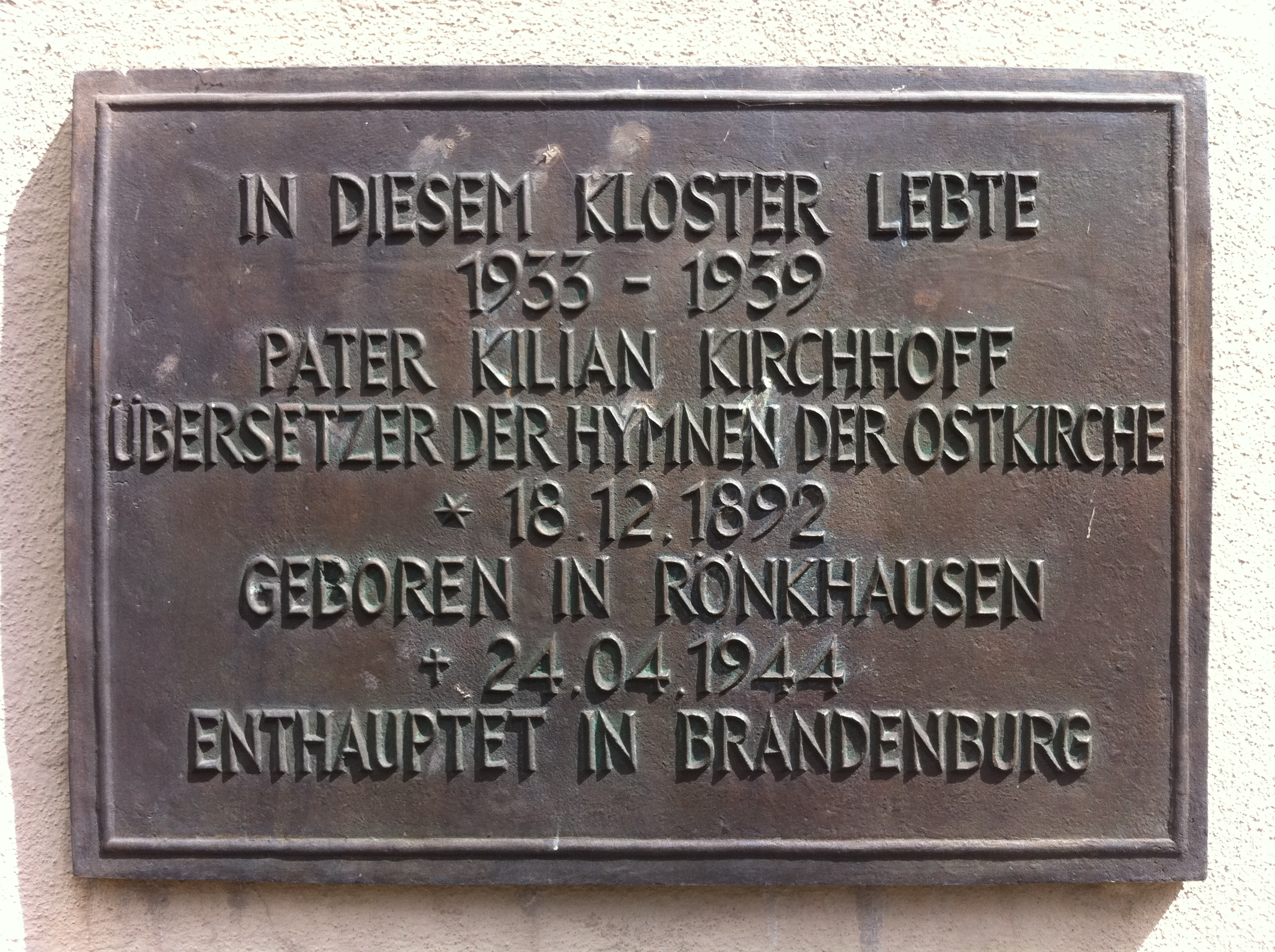
Gedenktafel für P. Kilian Kirchhoff am Kloster

## Bekannte Mitglieder des Konvents
- Walther Tecklenborg (1876–1965), Maler, Heimatforscher und Seelsorger, gehörte von 1918 bis 1965 zum Konvent in Rietberg.
- Kilian Kirchhoff (1892–1944), Übersetzungen ostkirchlicher liturgischer Hymnen, 1944 als Opfer des Nationalsozialismus hingerichtet, lebte von 1933 bis 1939 in Rietberg.